# Šiljakovac
Šiljakovac (en serbe cyrillique : Шиљаковац) est un village de Serbie situé dans la municipalité de Barajevo et sur le territoire de la ville de Belgrade. Selon les données du recensement de 2011, il compte 632 habitants,.

## Géographie

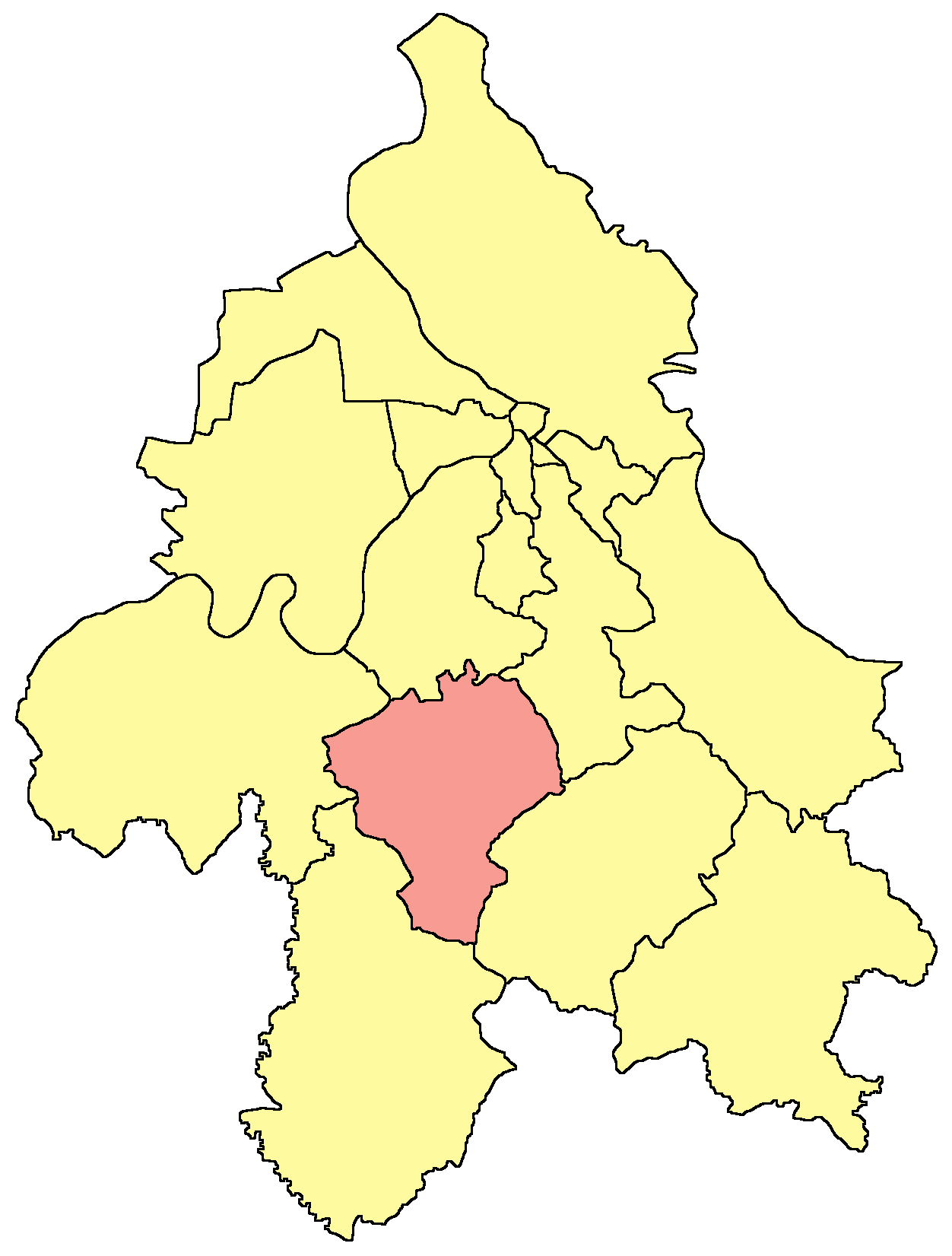
Localisation de la municipalité de Barajevo dans la ville de Belgrade

Šiljakovac est situé au sud-est de Barajevo, dans les faubourgs de Belgrade, à 2 km à l'est de l' Ibarska magistrala, la « route de l'Ibar ».
Il est entouré par les localités suivantes :
|                                                  | Vranić Baćevac |              |
| Baljevac (municipalité d'Obrenovac) Veliki Borak | Šiljakovac     | Veliki Borak |
|                                                  | Veliki Borak   |              |

## Histoire
Šiljakovac possède deux maisons classées : la maison de la famille Jeftić, qui date des années 1830 (n° d'identifiant SK 979), et la maison de la famille Stevanović (n° d'identifiant SK 1701), construite vers 1905.

## Démographie

### Évolution historique de la population
| 1948 | 1953 | 1961 | 1971 | 1981 | 1991 | 2002 | 2011 |
| ---- | ---- | ---- | ---- | ---- | ---- | ---- | ---- |
| 860  | 845  | 822  | 755  | 732  | 711  | 620  | 632, |

|  |

### Données de 2002
Pyramide des âges (2002)
En 2002, l'âge moyen de la population était de 44 ans pour les hommes et 47,7 ans pour les femmes.
Répartition de la population par nationalités (2002)
En 2002, les Serbes représentaient 96,45 % de la population.

### Données de 2011
En 2011, l'âge moyen de la population était de 46,5 ans, 44,2 ans pour les hommes et 48,9 ans pour les femmes.